# Paul Dax

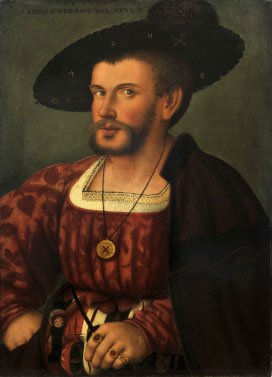
Paul Dax: Selbstbildnis im Landsknechtskostüm, um 1530

Paul Dax (auch Paul Tax; * 1503 in Sterzing; † 1561 in Innsbruck) war ein Tiroler Soldat, Maler, Glasmaler und Kartograph.

## Leben
Paul Dax wurde vermutlich 1503 in Sterzing geboren und kam in früher Jugend nach Innsbruck. Als Hauptmann der Landsknechte kämpfte er von 1526 bis 1529 in den Italienischen Kriegen bei Rom und Neapel sowie bei der Ersten Wiener Türkenbelagerung. 1546 war er an der Rückeroberung der Feste Ehrenberg von den Truppen des Schmalkaldischen Bundes beteiligt.
Ab 1530 wirkte Dax als Maler in Innsbruck und erlernte das Glasmalerei-Handwerk, vermutlich in der 1534 begründeten Werkstatt des Wolfgang Vitl in Hall in Tirol. Er war häufig für den Innsbrucker Hof tätig, für den er Gemälde, Fahnenbilder und Wappen malte. Von 1537 bis 1540 fertigte er Glasmalereien für die Innsbrucker Ratsstube und die Hofburg an. 1539 wurde er Bürger zu Innsbruck, 1550 ernannte ihn Ferdinand I. zum Hofmaler. 1555 malte er zusammen mit seinen Söhnen das Zeughaus aus. Sein um 1530 entstandenes Selbstbildnis zeigt ihn als Landsknecht in selbstbewusster Pose. Es entstand nach dem Vorbild Albrecht Dürers und gilt als das früheste autonome Selbstporträt aus Österreich.
Ab etwa 1540 war Dax auch als Landvermesser und Kartograph tätig. Er fertigte Karten der Landesgrenzen im Achental, bei Brandenberg, Kufstein und in Niederösterreich sowie Reliefs von Festungsanlagen an. Dax soll auch an einer Karte des gesamten Landes Tirol gearbeitet haben. Diese Karte ist verschollen oder, was wahrscheinlicher ist, nie fertiggestellt worden. Seine ungedruckten Karten dienten neben anderen Warmund Ygl als Vorlage für seine 1605 veröffentlichte Tirol-Karte.
Paul Dax heiratete 1530 in Innsbruck die Schwester des Hofglasers Urban Delchinger, das Paar hatte zwei Söhne. Einer von ihnen, Kaspar Dax († 1565), sowie die Enkel Paul und Christoph Dax und der Urenkel Christoph Dax (* 1622), waren ebenfalls als Maler in Innsbruck tätig.

## Ehrungen

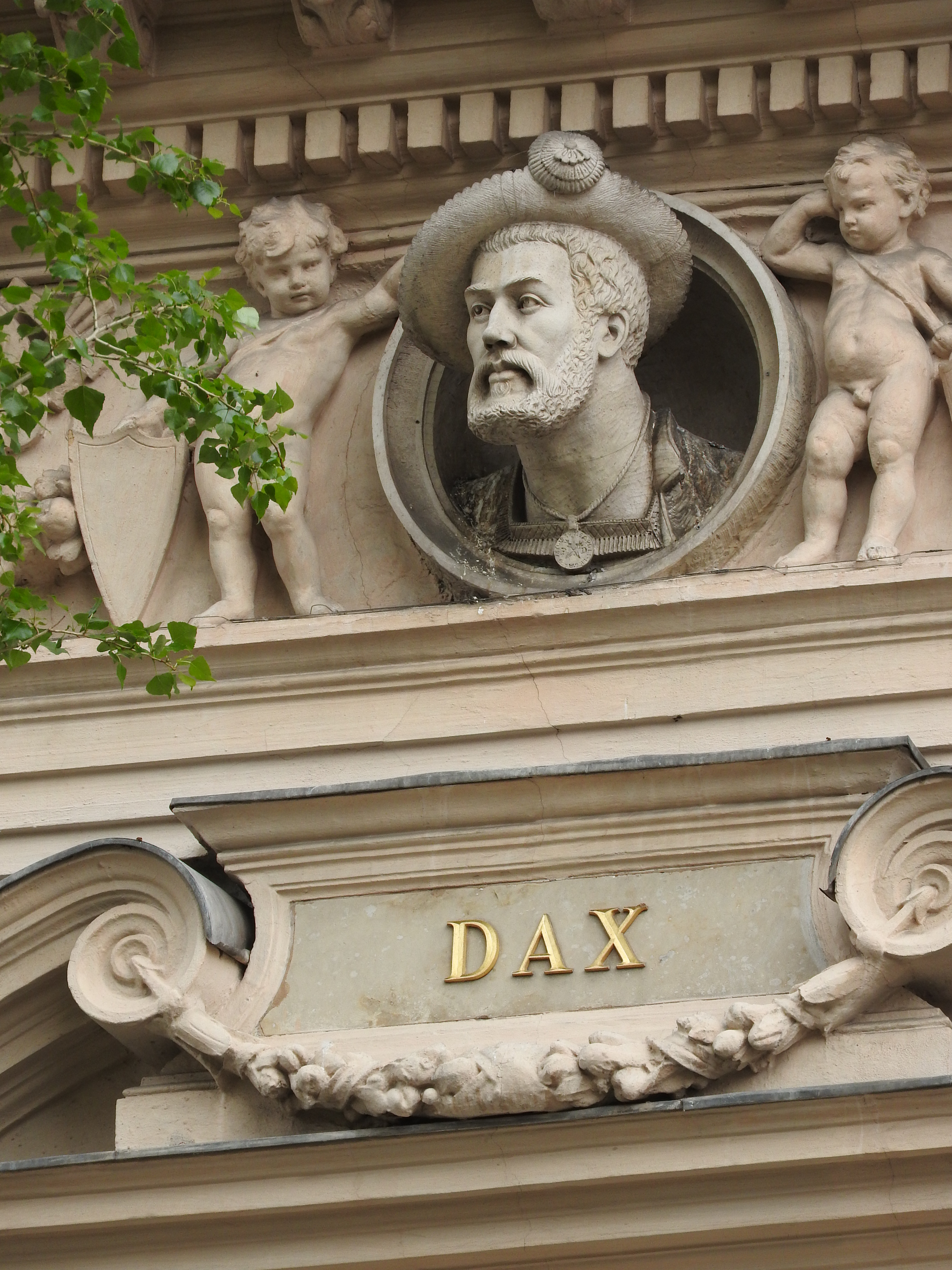
Büste an der Fassade des Ferdinandeums

Nach Paul Dax wurde die Daxgasse im Innsbrucker Stadtteil Hötting benannt. An der 1884 vollendeten Fassade des Tiroler Landesmuseums Ferdinandeum findet sich sein von Antonio Spagnoli geschaffener Porträtkopf zusammen mit denen anderer berühmter Tiroler Künstler.